# Joachim Camerarius il Giovane
Joachim Camerarius, detto il Giovane (Norimberga, 6 novembre 1534 – Norimberga, 11 ottobre 1598), è stato un medico, botanico e naturalista tedesco.
Era figlio dell'umanista Joachim Camerarius il Vecchio e fu padre del politico e scrittore Ludwig Camerarius.

## Biografia
Frequentò il ginnasio a Schulpforte, quindi studiò medicina presso l'Università di Wittenberg, ove ebbe come insegnante anche Filippo Melantone. Cambiò poi con l'Università di Lipsia, si trasferì quindi a Breslavia ove, sotto la guida di Giovanni Crato von Krafftheim, si esercitò nella pratica medica. Dietro suggerimento del suo mentore si recò a studiare presso l'Università di Padova, trasferendosi poi presso quella di Bologna, ove il 27 luglio 1562 conseguì la laurea in medicina.
Si stabilì quindi nel 1564 a Norimberga come medico ed ivi rimase fino alla morte. Egli quivi s'impegnò a favore del Nuovo Ordine della Medicina. Dietro sua iniziativa, nel 1592 venne fondato a Norimberga il Collegium medicum, una specie di "Camera dei medici", alla quale aderirono tutti i medici di Norimberga e della quale egli venne eletto presidente.
Camerarius era anche un botanico, che installò a Norimberga il primo orto botanico, impostato su basi scientifiche.
Egli completò il libro di botanica dell'italiano Pietro Andrea Mattioli De plantis epitome utilissima Petri Andreae Matthioli... con propri commenti, pubblicato con il titolo Compendium de plantis omnibus (s.o.),  a Francoforte sul Meno nel 1586, su indicazioni lasciategli da  Conrad Gesner. 
La sua opera Camerarius Florilegium  venne poi completata con 473 illustrazioni a colori dal nipote Joachim Jungermann.

## Riconoscimenti in tassonomia
Charles Plumier chiamò in suo onore il genere Cameraria della famiglia delle Apocynaceae e Carlo Linneo più avanti farà sua questa scelta.

## Opere
- Hortus medicus et philosophicus. Frankfurt am Main 1588. Digitalisierte Ausgabe
- (DE)  Kreutterbuch deß hochgelehrten unnd weitberühmten Herrn D. Petri Andreae Matthioli : jetzt widerumb mit viel schönen neuwen Figuren, auch nützlichen Artzeneyen, und andern guten Stücken, zum andern mal auß sonderm Fleiß gemehret und verfertigt. Franckfort am Mayn : [Johann Feyerabend für Peter Fischer & Heinrich Tack], 1590. Digitalisierte Ausgabe der Universitäts- und Landesbibliothek Düsseldorf